# Telescópio ótico

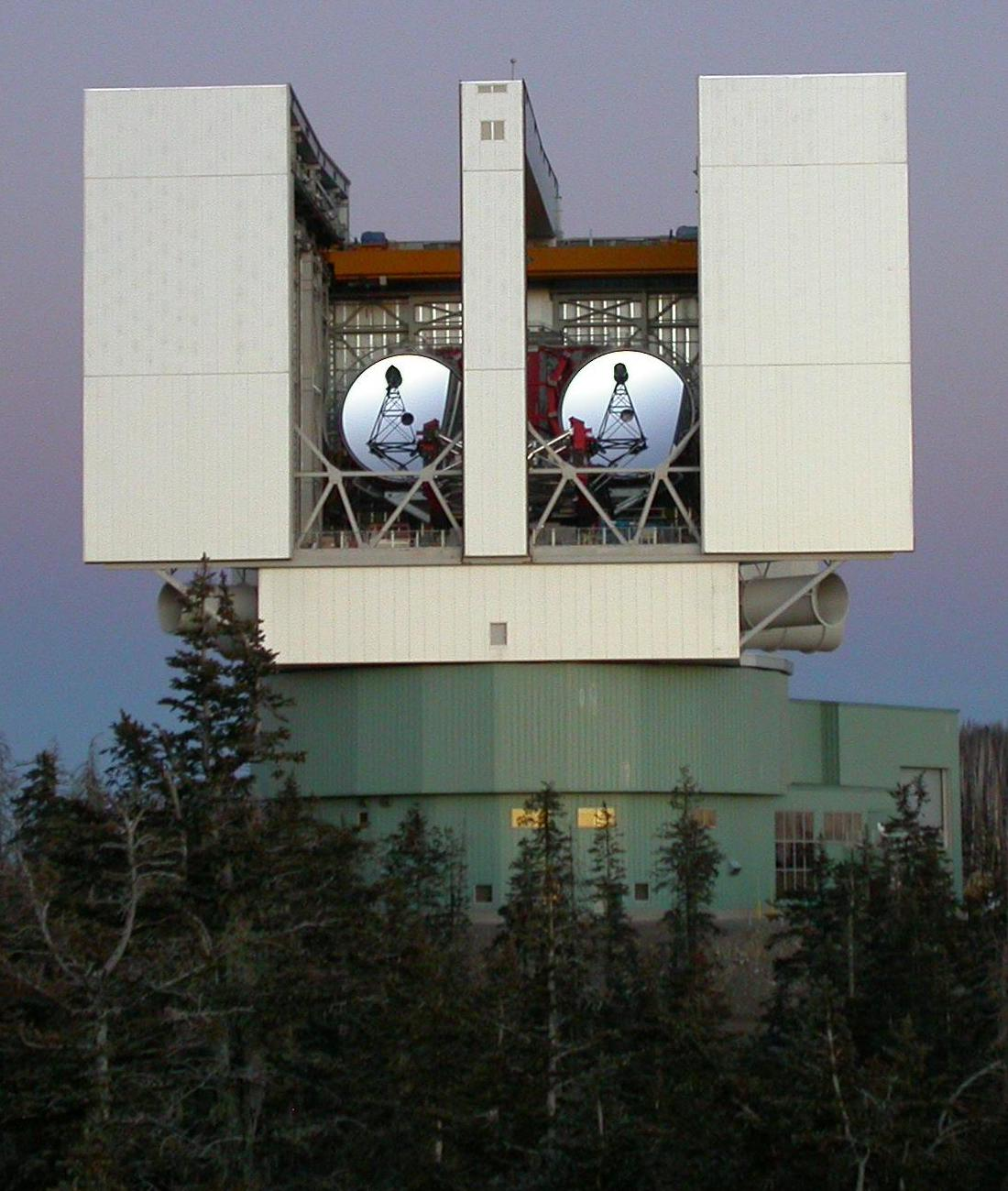
O Grande Telescópio Binocular usa dois espelhos curvos para captar a luz

Um telescópio ótico é um telescópio que coleta e foca a luz, principalmente da parte visível do espectro eletromagnético, para criar uma imagem ampliada para visualização direta, ou para fazer uma fotografia, ou para coletar dados por meio de sensores eletrônicos de imagem.
Existem três tipos principais de telescópio óptico:
- refratores, que usam lentes (dióptricas)
- refletores, que usam espelhos (catóptrica)
- telescópios catadióptricos, que combinam lentes e espelhos

A capacidade de um telescópio de resolver pequenos detalhes está diretamente relacionada ao diâmetro (ou abertura) de sua objetiva (a lente primária ou espelho que coleta e focaliza a luz), e seu poder de captação de luz está relacionado à área da objetiva. Quanto maior a objetiva, mais luz o telescópio coleta e mais detalhes ele resolve.
As pessoas usam telescópios e binóculos para atividades como astronomia observacional, ornitologia, pilotagem e reconhecimento, além de assistir esportes ou artes performáticas.

## História
O telescópio é mais uma descoberta de artesãos ópticos do que uma invenção de um cientista. As lentes e as propriedades de refratar e refletir a luz eram conhecidas desde a antiguidade, e a teoria sobre como elas funcionavam foi desenvolvida por antigos filósofos gregos, preservada e expandida no mundo islâmico medieval, e atingiu um estado significativamente avançado na época da invenção do telescópio no início da Europa moderna. Mas o passo mais significativo citado na invenção do telescópio foi o desenvolvimento da fabricação de lentes para óculos, primeiro em Veneza e Florença no século XIII, e mais tarde nos centros de fabricação de óculos na Holanda e na Alemanha. Foi na Holanda em 1608 onde os primeiros documentos descrevendo um telescópio óptico refrator surgiram na forma de uma patente registrada pelo fabricante de óculos Hans Lippershey, seguida, algumas semanas depois, por reivindicações de Jacob Metius, e um terceiro requerente desconhecido, de que eles também sabiam desta "arte".
A notícia da invenção se espalhou rapidamente e Galileu Galilei, ao ouvir sobre o dispositivo, estava fazendo seus próprios projetos aprimorados em um ano e foi o primeiro a publicar resultados astronômicos usando um telescópio. O telescópio de Galileu usava uma lente objetiva convexa e uma lente ocular côncava, um design agora chamado de telescópio de Galileu. Johannes Kepler propôs uma melhoria no design que usava uma ocular convexa, frequentemente chamada de Telescópio Kepleriano.
O próximo grande passo no desenvolvimento de refratores foi o advento das lentes acromáticas no início do século XVIII, que corrigiu a aberração cromática nos telescópios Keplerianos até então - permitindo instrumentos muito mais curtos com objetivas muito maiores.
Para telescópios refletivos, que usam um espelho curvo no lugar das lentes objetivas, a teoria precedeu a prática. A base teórica para espelhos curvos com comportamento semelhante a lentes foi provavelmente estabelecida por Alhazen, cujas teorias foram amplamente disseminadas nas traduções latinas de sua obra. Logo após a invenção do telescópio refrator Galileo, Giovanni Francesco Sagredo e outros, estimulados por seu conhecimento de que os espelhos curvos tinham propriedades semelhantes às lentes, discutiram a ideia de construir um telescópio usando um espelho como objetivo formador de imagem. As vantagens potenciais do uso de espelhos parabólicos (principalmente uma redução da aberração esférica com eliminação da aberração cromática) levaram a vários projetos propostos para telescópios refletivos, o mais notável dos quais foi publicado em 1663 por James Gregory e veio a ser chamado de Telescópio Gregoriano, mas nenhum modelo funcional foi construído. Isaac Newton foi geralmente creditado com a construção dos primeiros telescópios refletores práticos, o telescópio newtoniano, em 1668 embora devido à sua dificuldade de construção e ao mau desempenho dos espelhos de metal usados, levou mais de 100 anos para os refletores se tornarem populares. Muitos dos avanços nos telescópios refletivos incluíram a perfeição da fabricação de espelhos parabólicos no século XVIII, espelhos de vidro revestidos de prata no século XIX, revestimentos de alumínio de longa duração no século XX, espelhos segmentados para permitir diâmetros maiores e óptica ativa para compensar a deformação gravitacional. Uma inovação de meados do século XX foram os telescópios catadióptricos, como a câmera Schmidt, que usa uma lente (placa corretora) e um espelho como elementos ópticos primários, usados principalmente para imagens de campo amplo sem aberração esférica.
O final do século XX viu o desenvolvimento de óptica adaptativa e telescópios espaciais para superar os problemas da visão astronômica.
A revolução eletrônica do início do século XXI levou ao desenvolvimento de telescópios conectados por computador na década de 2010, que permitem que observadores não profissionais observem estrelas e satélites usando equipamentos de custo relativamente baixo, aproveitando as vantagens de técnicas astrofotográficas digitais desenvolvidas por astrônomos profissionais nas décadas anteriores. Uma conexão eletrônica com um computador (smartphone, pad ou laptop) é necessária para fazer observações astronômicas dos telescópios. A tecnologia digital permite que várias imagens sejam empilhadas enquanto subtrai o componente de ruído da observação, produzindo imagens de objetos Messier e estrelas fracas tão fracas quanto uma magnitude aparente de 15 com equipamentos de consumo.

## Princípios

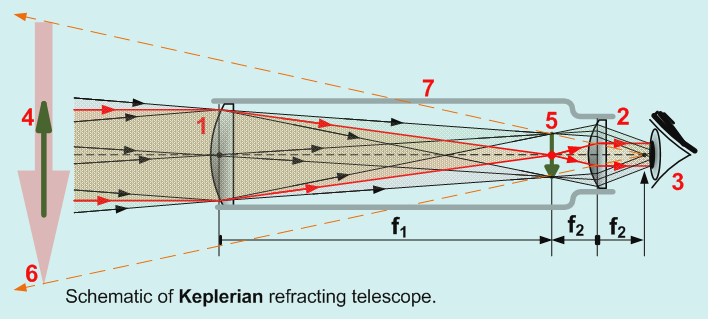
Esquema de um telescópio de refração Kepleriano. A seta em (4) é uma representação (fictícia) da imagem original; a seta em (5) é a imagem invertida no plano focal; a seta em (6) é a imagem virtual que se forma na esfera visual do observador. Os raios vermelhos produzem o ponto médio da flecha; dois outros conjuntos de raios (cada um preto) produzem sua cabeça e cauda.

O esquema básico é que o elemento principal de coleta de luz, a objetiva (1) (a lente convexa ou espelho côncavo usado para coletar a luz que entra), focaliza essa luz do objeto distante (4) para um plano focal onde forma uma imagem real (5). Esta imagem pode ser gravada ou vista através de uma ocular (2), que funciona como uma lente de aumento. O olho (3) então vê uma imagem virtual ampliada invertida (6) do objeto.

### Imagens invertidas
A maioria dos projetos de telescópio produz uma imagem invertida no plano focal; estes são chamados de telescópios inversores. Na verdade, a imagem é virada de cabeça para baixo e invertida da esquerda para a direita, de modo que, ao mesmo tempo, é girada 180 graus a partir da orientação do objeto. Em telescópios astronômicos, a visão girada normalmente não é corrigida, uma vez que não afeta a forma como o telescópio é usado. No entanto, uma diagonal de espelho é frequentemente usada para colocar a ocular em um local de visualização mais conveniente e, nesse caso, a imagem é ereta, mas ainda invertida da esquerda para a direita. Em telescópios terrestres, como lunetas, monoculares e binóculos, prismas (por exemplo, prismas Porro) ou uma lente de relé entre a objetiva e a ocular são usados para corrigir a orientação da imagem. Existem projetos de telescópios que não apresentam uma imagem invertida, como o refrator galileu e o refletor gregoriano. Estes são chamados de telescópios de montagem.

### Variantes de design
Muitos tipos de telescópio dobram ou desviam o caminho óptico com espelhos secundários ou terciários. Estes podem ser parte integrante do design óptico (telescópio newtoniano, refletor Cassegrain ou tipos semelhantes) ou podem simplesmente ser usados para colocar a ocular ou o detector em uma posição mais conveniente. Projetos de telescópio também podem usar lentes ou espelhos adicionais especialmente projetados para melhorar a qualidade da imagem em um campo de visão maior.

## Características

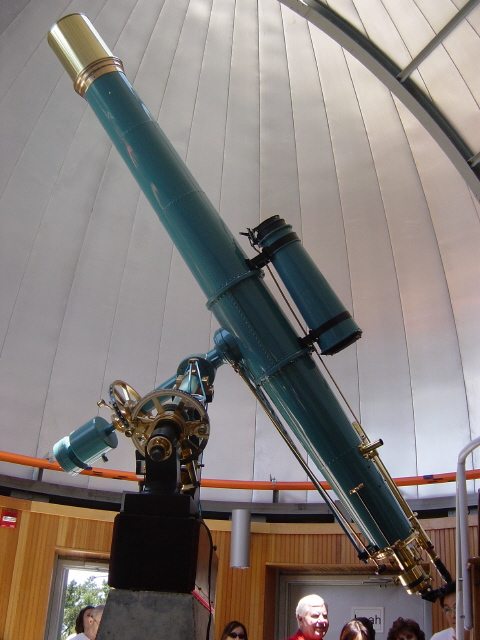
Telescópio refrator de oito polegadas no Chabot Space and Science Center

As especificações de design estão relacionadas às características do telescópio e como ele funciona opticamente. Várias propriedades das especificações podem mudar com o equipamento ou acessórios usados com o telescópio; como lentes Barlow, prismas zenitais e oculares. Esses acessórios intercambiáveis não alteram as especificações do telescópio, porém alteram a maneira como as propriedades do telescópio funcionam, normalmente ampliação, campo de visão aparente (CDV) e campo de visão real.

### Resolução de superfície
A menor área de superfície resolúvel de um objeto, vista através de um telescópio óptico, é a área física limitada que pode ser resolvida. É análogo à resolução angular, mas difere em definição: em vez de capacidade de separação entre fontes pontuais de luz, refere-se à área física que pode ser resolvida. A forma familiar para expressar a característica é a capacidade resolúvel de recursos como crateras lunares ou manchas solares. A expressão usando a fórmula é dada pela soma de duas vezes o poder de resolução {\displaystyle R} sobre o diâmetro da abertura {\displaystyle D} multiplicado pelo diâmetro do objeto {\displaystyle D_{ob}} multiplicado pela constante {\displaystyle \Phi } tudo dividido pelo diâmetro aparente do objeto {\displaystyle D_{a}}.
Poder de resolução {\displaystyle R} é derivado do comprimento de onda {\displaystyle {\lambda }} usando a mesma unidade como abertura; onde 550 nm a mm é dado por: {\displaystyle R={\frac {\lambda }{10^{6}}}={\frac {550}{10^{6}}}=0.00055}.
A constante {\displaystyle \Phi } é derivada de radianos para a mesma unidade do diâmetro aparente do objeto; onde o diâmetro aparente da Lua de {\displaystyle D_{a}={\frac {313\Pi }{10800}}} radianos para arcsecs é dado por: {\displaystyle D_{a}={\frac {313\Pi }{10800}}\cdot 206265=1878}.
Um exemplo usando um telescópio com uma abertura de 130 mm observando a Lua em um comprimento de onda de 550 nm, é dado por: {\displaystyle F={\frac {{\frac {2R}{D}}\cdot D_{ob}\cdot \Phi }{D_{a}}}={\frac {{\frac {2\cdot 0.00055}{130}}\cdot 3474.2\cdot 206265}{1878}}\approx 3.22}
A unidade usada no diâmetro do objeto resulta nos menores recursos resolvíveis nessa unidade. No exemplo acima, eles são aproximados em quilômetros, resultando nas menores crateras da Lua resolvíveis sendo 3,22 km de diâmetro. O Telescópio Espacial Hubble tem uma abertura de espelho primário de 2400 mm que fornece uma resolução de superfície de crateras lunares com 174,9 metros de diâmetro, ou manchas solares de 7365,2 km de diâmetro.

### Resolução angular
Ignorando o desfoque da imagem pela turbulência na atmosfera (visão atmosférica) e imperfeições ópticas do telescópio, a resolução angular de um telescópio óptico é determinada pelo diâmetro do espelho primário ou lente captando a luz (também denominado sua "abertura").
O critério de Rayleigh para o limite de resolução {\displaystyle \alpha _{R}} (em radianos) é dado por
{\displaystyle \sin(\alpha _{R})=1.22{\frac {\lambda }{D}}}
Onde {\displaystyle \lambda } é o comprimento de onda e {\displaystyle D} é a abertura. Para luz visível ( {\displaystyle \lambda } = 550 nm) na aproximação de pequeno ângulo, esta equação pode ser reescrita:
{\displaystyle \alpha _{R}={\frac {138}{D}}}
Aqui, {\displaystyle \alpha _{R}} denota o limite de resolução em segundos de arco e {\displaystyle D} está em milímetros. No caso ideal, os dois componentes de um sistema de estrela dupla podem ser discernidos, mesmo se separados por um pouco menos que {\displaystyle \alpha _{R}}. Isso é levado em consideração pelo limite de Dawes:
{\displaystyle \alpha _{D}={\frac {116}{D}}}
A equação mostra que, tudo o mais sendo igual, quanto maior a abertura, melhor a resolução angular. A resolução não é dada pela ampliação máxima (ou "potência") de um telescópio. Telescópios comercializados fornecendo altos valores de potência máxima geralmente fornecem imagens ruins.
Para grandes telescópios terrestres, a resolução é limitada pela visão atmosférica. Este limite pode ser superado colocando os telescópios acima da atmosfera, por exemplo, no cume de altas montanhas, em balões e aviões que voam alto, ou no espaço. Os limites de resolução também podem ser superados por óptica adaptativa, imagem speckle ou imagem da sorte para telescópios terrestres.
Recentemente, tornou-se prático realizar a síntese de aberturas com arranjos de telescópios ópticos. Imagens de resolução muito alta podem ser obtidas com grupos de telescópios menores amplamente espaçados, ligados entre si por caminhos ópticos cuidadosamente controlados, mas esses interferômetros só podem ser usados para imagens de objetos brilhantes, como estrelas, ou medição de núcleos brilhantes de galáxias ativas.

### Distância focal e razão focal
O comprimento focal de um sistema óptico é uma medida de quão fortemente o sistema converge ou diverge da luz. Para um sistema óptico no ar, é a distância sobre a qual os raios inicialmente colimados são focalizados. Um sistema com uma distância focal mais curta tem maior potência óptica do que um com uma distância focal longa; ou seja, ele dobra os raios com mais força, trazendo-os para um foco em uma distância mais curta. Em astronomia, o número f é comumente referido como a razão focal notada como {\displaystyle N}. A razão focal de um telescópio é definida como o comprimento focal {\displaystyle f} de uma objetiva dividida por seu diâmetro {\displaystyle D} ou pelo diâmetro de um batente de abertura no sistema. O comprimento focal controla o campo de visão do instrumento e a escala da imagem que é apresentada no plano focal a uma ocular, placa de filme ou CCD.
Um exemplo de telescópio com comprimento focal de 1200 mm e diâmetro de abertura de 254 mm é dado por: {\displaystyle N={\frac {f}{D}}={\frac {1200}{254}}\approx 4.7}
Razões focais numericamente grandes são consideradas longas ou lentas. Números pequenos são curtos ou rápidos. Não existem linhas precisas para determinar quando usar esses termos, e um indivíduo pode levar em consideração seus próprios padrões de determinação. Entre os telescópios astronômicos contemporâneos, qualquer telescópio com uma razão focal mais lenta (número maior) do que f/12 é geralmente considerado lento, e qualquer telescópio com uma razão focal mais rápida (número menor) do que f/6 é considerado rápido. Os sistemas mais rápidos geralmente têm mais aberrações ópticas longe do centro do campo de visão e geralmente exigem mais designs de oculares do que os mais lentos. Um sistema rápido é frequentemente desejado para fins práticos em astrofotografia com o objetivo de reunir mais fótons em um determinado período de tempo do que um sistema mais lento, permitindo que a fotografia com lapso de tempo processe o resultado mais rapidamente.
Telescópios de campo amplo (como astrógrafos), são usados para rastrear satélites e asteróides, para pesquisas de raios cósmicos e para levantamentos astronômicos do céu. É mais difícil reduzir as aberrações ópticas em telescópios com razão f baixa do que em telescópios com razão f maior.

### Poder de coleta de luz

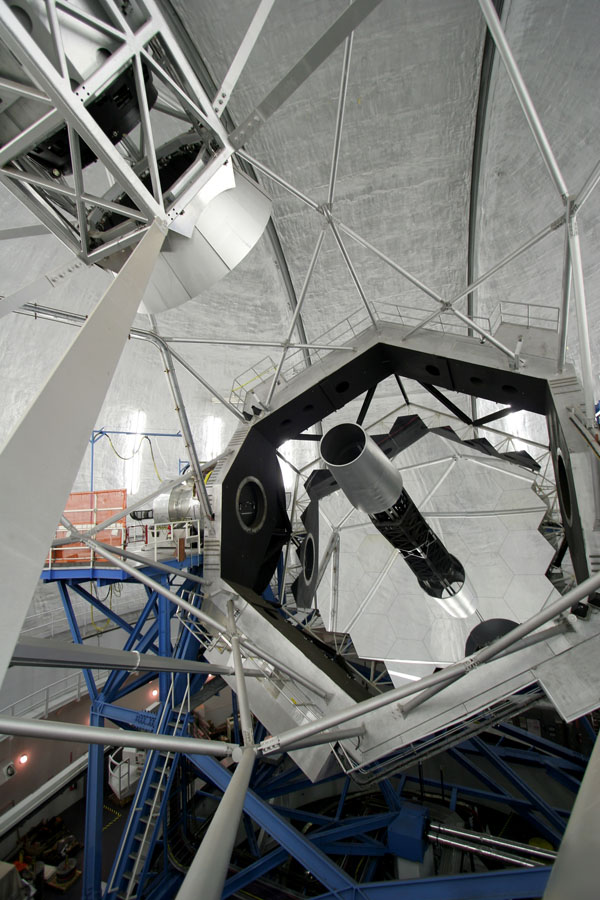
O telescópio Keck II coleta luz usando 36 espelhos hexagonais segmentados para criar um espelho primário com abertura de 10 m (33 pés)

O poder de captação de luz de um telescópio óptico, também conhecido como alcance de luz ou ganho de abertura, é a capacidade de um telescópio de coletar muito mais luz do que o olho humano. Seu poder de coleta de luz é provavelmente sua característica mais importante. O telescópio atua como um balde de luz, coletando todos os fótons que descem sobre ele de um objeto distante, onde um balde maior captura mais fótons, resultando em mais luz recebida em um determinado período de tempo, efetivamente iluminando a imagem. É por isso que as pupilas de seus olhos aumentam à noite, de modo que mais luz atinge as retinas. O poder de reunião {\displaystyle P} comparado ao olho humano é o resultado quadrado da divisão da abertura {\displaystyle D} sobre o diâmetro da pupila do observador {\displaystyle D_{p}}, com um adulto médio tendo um diâmetro de pupila de 7 mm. Pessoas mais jovens têm diâmetros maiores, normalmente considerados de 9 mm, pois o diâmetro da pupila diminui com a idade.
Um exemplo de coleta de poder de uma abertura com 254 mm em comparação com o diâmetro da pupila de um adulto sendo 7 mm é dado por: {\displaystyle P=\left({\frac {D}{D_{p}}}\right)^{2}=\left({\frac {254}{7}}\right)^{2}\approx 1316.7}
O poder de coleta de luz pode ser comparado entre os telescópios, comparando as áreas {\displaystyle A} das duas aberturas diferentes.
Por exemplo, o poder de coleta de luz de um telescópio de 10 metros é 25x maior do que um telescópio de 2 metros: {\displaystyle p={\frac {A_{1}}{A_{2}}}={\frac {\pi 5^{2}}{\pi 1^{2}}}=25}
Para o levantamento de uma determinada área, o campo de visão é tão importante quanto o poder de coleta de luz bruta. Telescópios de pesquisa, como o Large Synoptic Survey Telescope, tentam maximizar o produto da área do espelho e do campo de visão (ou etendue), em vez da capacidade bruta de coleta de luz sozinha.

### Ampliação
A ampliação por meio de um telescópio faz um objeto parecer maior, enquanto limita o CDV. A ampliação é muitas vezes enganosa como o poder óptico do telescópio, sua característica é o termo mais incompreendido usado para descrever o mundo observável. Em ampliações maiores, a qualidade da imagem reduz significativamente, o uso de uma lente Barlow aumenta a distância focal efetiva de um sistema óptico - multiplica a redução da qualidade da imagem.
Efeitos secundários semelhantes podem estar presentes ao usar o prisma zenital, à medida que a luz viaja através de uma infinidade de lentes que aumentam ou diminuem a distância focal efetiva. A qualidade da imagem geralmente depende da qualidade da ótica (lentes) e das condições de visualização - não da ampliação.
A ampliação em si é limitada por características ópticas. Com qualquer telescópio ou microscópio, além de uma ampliação máxima prática, a imagem parece maior, mas não mostra mais detalhes. Ocorre quando o menor detalhe que o instrumento pode resolver é ampliado para coincidir com o menor detalhe que o olho pode ver. A ampliação além desse máximo é às vezes chamada de ampliação vazia.
Para obter o máximo de detalhes de um telescópio, é fundamental escolher a ampliação certa para o objeto que está sendo observado. Alguns objetos aparecem melhor em baixa potência, alguns em alta potência e muitos em uma ampliação moderada. Existem dois valores de ampliação, um mínimo e um máximo. Um campo de visão mais amplo da ocular pode ser usado para manter o mesmo comprimento focal da ocular enquanto fornece a mesma ampliação através do telescópio. Para um telescópio de boa qualidade operando em boas condições atmosféricas, a ampliação máxima utilizável é limitada pela difração.

#### Visual
A ampliação visual {\displaystyle M} do campo de visão através de um telescópio pode ser determinado pelo comprimento focal do telescópio {\displaystyle f} dividido pela distância focal da ocular {\displaystyle f_{e}} (ou diâmetro). O máximo é limitado pela distância focal da ocular.
Um exemplo de ampliação visual usando um telescópio com 1200 comprimento focal mm e 3 a ocular mm é fornecida por: {\displaystyle M={\frac {f}{f_{e}}}={\frac {1200}{3}}=400}

#### Mínimo
Existe a menor ampliação utilizável em um telescópio. O aumento do brilho com ampliação reduzida tem um limite relacionado a algo chamado pupila de saída. A pupila de saída é o cilindro de luz que sai da ocular, portanto, quanto menor a ampliação, maior é a pupila de saída. O mínimo {\displaystyle M_{m}} pode ser calculado dividindo a abertura do telescópio {\displaystyle D} sobre o diâmetro da pupila de saída {\displaystyle D_{ep}}. Diminuir a ampliação além deste limite não pode aumentar o brilho; neste limite, não há benefício para a ampliação diminuída. Da mesma forma, calculando a pupila de saída {\displaystyle D_{ep}} é uma divisão do diâmetro da abertura {\displaystyle D} e a ampliação visual {\displaystyle M} usado. O mínimo muitas vezes não pode ser alcançado com alguns telescópios, um telescópio com uma distância focal muito longa pode exigir uma ocular de comprimento focal maior do que é possível.
Um exemplo da menor ampliação utilizável usando uma abertura de 254 mm e uma pupila de saída de 7 mm é dada por: {\displaystyle M_{m}={\frac {D}{D_{ep}}}={\frac {254}{7}}\approx 36}, enquanto o diâmetro da pupila de saída usando uma abertura de 254 mm e ampliação de 36x é dada por: {\displaystyle D_{ep}={\frac {D}{M}}={\frac {254}{36}}\approx 7}

#### Optimum
Uma referência útil é:
- Para objetos pequenos com baixo brilho de superfície (como galáxias), use uma ampliação moderada.
- Para pequenos objetos com alto brilho de superfície (como nebulosas planetárias), use uma grande ampliação.
- Para objetos grandes, independentemente do brilho da superfície (como nebulosas difusas), use uma ampliação baixa, geralmente na faixa de ampliação mínima.

Apenas a experiência pessoal determina as melhores ampliações ótimas para os objetos, contando com habilidades de observação e condições de visão.

### Campo de visão
O campo de visão é a extensão do mundo observável visto em um determinado momento, por meio de um instrumento (por exemplo, telescópio ou binóculo) ou a olho nu. Existem várias expressões de campo de visão, sendo uma especificação de uma ocular ou uma característica determinada a partir de uma combinação de ocular e telescópio. Um limite físico deriva da combinação onde o CDV não pode ser visto além de um máximo definido, devido à difração da ótica.

#### Aparente
CDV aparente é o mundo observável observado através de uma lente ocular sem inserção em um telescópio. É limitado pelo tamanho do cano usado em um telescópio, geralmente com telescópios modernos que têm 1,25 ou 2 polegadas de diâmetro. Um CDV mais amplo pode ser usado para obter um mundo observável mais vasto, com a mesma ampliação em comparação com um CDV menor, sem comprometer a ampliação. Observe que aumentar o CDV reduz o brilho da superfície de um objeto observado, pois a luz coletada é espalhada por mais área, em termos relativos, aumentar a área de observação reduz proporcionalmente o brilho da superfície escurecendo o objeto observado. Largos CDV oculares funcionam melhor em ampliações baixas com grandes aberturas, onde o tamanho relativo de um objeto é visualizado em padrões comparativos mais elevados com ampliação mínima, dando uma imagem geral mais brilhante.

#### Real
O CDV real é o mundo observável observado através de uma lente ocular inserida em um telescópio. Conhecer o CDV real das oculares é muito útil, pois pode ser usado para comparar o que é visto através da ocular com cartas celestes impressas ou computadorizadas que ajudam a identificar o que é observado. CDV real {\displaystyle v_{t}} é a divisão do CDV aparente {\displaystyle v_{a}} sobre ampliação {\displaystyle M}.
Um exemplo de CDV real usando uma ocular com CDV aparente de 52° usado com ampliação de 81,25x é dado por: {\displaystyle v_{t}={\frac {v_{a}}{M}}={\frac {52}{81.25}}=0.64^{\circ }}

#### Máximo
O CDV máximo é o campo de visão real útil máximo limitado pela ótica do telescópio. É uma limitação física em que os aumentos além do máximo permanecem no máximo. CDV máx. {\displaystyle v_{m}} é o tamanho do tubo {\displaystyle B} sobre o comprimento focal do telescópio {\displaystyle f} convertido de radianos para graus.
Um exemplo de CDV máximo usando um telescópio com um tamanho de tubo de 31,75 mm (1,25 polegadas) e comprimento focal de 1200 mm é dado por: {\displaystyle v_{m}=B\cdot {\frac {\frac {180}{\pi }}{f}}\approx 31.75\cdot {\frac {57.2958}{1200}}\approx 1.52^{\circ }}

## Observando através de um telescópio
Existem muitas propriedades dos telescópios ópticos e a complexidade da observação usando um pode ser uma tarefa difícil; experiência e experimentação são os principais contribuintes para a compreensão de como maximizar as observações de alguém. Na prática, apenas duas propriedades principais de um telescópio determinam como a observação difere: a distância focal e a abertura. Estes se referem a como o sistema óptico vê um objeto ou faixa e a quantidade de luz que é recolhida através de uma lente ocular. As oculares determinam ainda como o campo de visão e a ampliação do mundo observável mudam.

### Mundo observável
O mundo observável é o que pode ser visto por meio de um telescópio. Ao visualizar um objeto ou faixa, o observador pode usar muitas técnicas diferentes. Entender o que pode ser visualizado e como visualizar depende do campo de visão. A visão de um objeto em um tamanho que cabe inteiramente no campo de visão é medida usando as duas propriedades do telescópio - o comprimento focal e a abertura, com a inclusão de uma lente ocular com comprimento focal adequado (ou diâmetro). Comparar o mundo observável e o diâmetro angular de um objeto mostra quanto do objeto vemos. No entanto, a relação com o sistema óptico pode não resultar em alto brilho da superfície. Os objetos celestes costumam ficar turvos por causa de sua vasta distância, e os detalhes podem ser limitados por difração ou propriedades ópticas inadequadas.

### Relação de campo de visão e ampliação
Encontrar o que pode ser visto através do sistema óptico começa com a ocular fornecendo o campo de visão e a ampliação; a ampliação é dada pela divisão das distâncias focais do telescópio e da ocular. Usando um exemplo de um telescópio amador, como um telescópio newtoniano com uma abertura {\displaystyle D} de 130 mm (5") e comprimento focal {\displaystyle f} de 650 mm (25,5 polegadas), usa-se uma ocular com comprimento focal {\displaystyle d} de 8 mm e CDV aparente {\displaystyle v_{a}} de 52°. A ampliação na qual o mundo observável é visto é dada por: {\displaystyle M={\frac {f}{d}}={\frac {650}{8}}=81.25}. O campo de visão {\displaystyle v_{t}} requer a ampliação, que é formulada por sua divisão sobre o campo de visão aparente: {\displaystyle v_{t}={\frac {v_{a}}{M}}={\frac {52}{81.25}}=0.64}. O verdadeiro campo de visão resultante é de 0,64°, permitindo que um objeto como a nebulosa de Orion, que parece elíptica com um diâmetro angular de 65 × 60 minutos de arco, seja visível através do telescópio em sua totalidade, onde toda a nebulosa está dentro o mundo observável. O uso de métodos como este pode aumentar muito o potencial de visualização de uma pessoa, garantindo que o mundo observável possa conter o objeto inteiro, ou seja para aumentar ou diminuir a ampliação visualizando o objeto em um aspecto diferente.

### Fator de brilho
O brilho da superfície em tal ampliação reduz significativamente, resultando em uma aparência muito mais escura. Uma aparência mais escura resulta em menos detalhes visuais do objeto. Detalhes como matéria, anéis, braços espirais e gases podem ser completamente escondidos do observador, dando uma visão muito menos completa do objeto ou alcance. A física determina que na ampliação mínima teórica do telescópio, o brilho da superfície seja de 100%. Praticamente, entretanto, vários fatores impedem 100% de brilho; estes incluem limitações do telescópio (comprimento focal, comprimento focal da ocular, etc.) e a idade do observador.
A idade desempenha um papel importante no brilho, pois um fator contribuinte é a pupila do observador. Com a idade, o diâmetro da pupila diminui naturalmente; geralmente aceito, um jovem adulto pode ter uma pupila de 7 mm de diâmetro, um adulto mais velho de apenas 5 mm, e uma pessoa mais jovem maior, com 9 mm. A ampliação mínima {\displaystyle m} pode ser expressa como a divisão da abertura {\displaystyle D} e o diâmetro da pupila {\displaystyle p} dado por: {\displaystyle m={\frac {D}{d}}={\frac {130}{7}}\approx 18.6}. Um caso problemático pode ser aparente, atingindo um brilho superficial teórico de 100%, uma vez que a distância focal efetiva necessária do sistema óptico pode exigir uma ocular com um diâmetro muito grande.
Alguns telescópios não conseguem atingir o brilho teórico da superfície de 100%, enquanto alguns telescópios podem alcançá-lo usando uma ocular de diâmetro muito pequeno. Para encontrar qual ocular é necessária para obter a ampliação mínima, pode-se reorganizar a fórmula de ampliação, onde agora é a divisão do comprimento focal do telescópio sobre a ampliação mínima: {\displaystyle {\frac {F}{m}}={\frac {650}{18.6}}\approx 35}. Uma ocular de 35 mm é um tamanho fora do padrão e não pode ser comprado; neste cenário, para atingir 100%, seria necessário um tamanho de ocular fabricado padrão de 40 milímetros. Como a ocular tem uma distância focal maior do que a ampliação mínima, uma abundância de luz perdida não é recebida através dos olhos.

### Pupila de saída

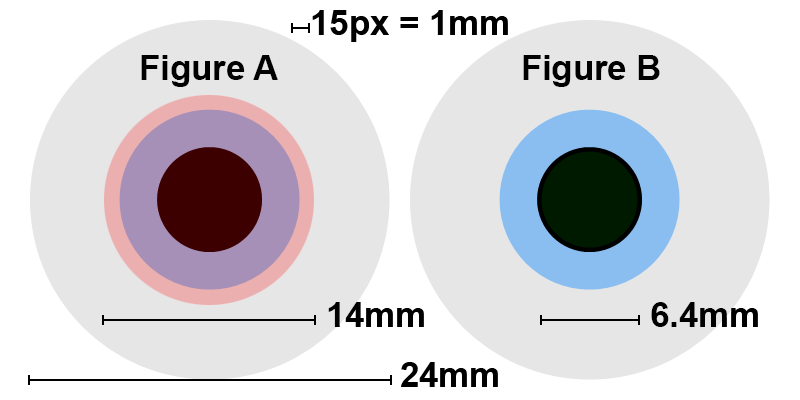
Esses olhos representam uma figura em escala do olho humano onde 15 px = 1 mm, eles têm um diâmetro de pupila de 7 mm. A Figura A tem um diâmetro de pupila de saída de 14 mm, o que para fins de astronomia resulta em uma perda de 75% de luz. A Figura B tem uma pupila de saída de 6,4 mm, que permite que 100% da luz observável seja percebida pelo observador.

O limite para o aumento do brilho da superfície à medida que se reduz a ampliação é a pupila de saída: um cilindro de luz que projeta a ocular para o observador. Uma pupila de saída deve ser igual ou menor em diâmetro do que a pupila para receber a quantidade total de luz projetada; uma pupila de saída maior resulta na luz perdida. A pupila de saída {\displaystyle e} pode ser derivado da divisão da abertura do telescópio {\displaystyle D} e a ampliação mínima {\displaystyle m}, derivado por: {\displaystyle e={\frac {D}{m}}={\frac {130}{18.6}}\approx 7}. A pupila e a pupila de saída são quase idênticas em diâmetro, não fornecendo luz observável desperdiçada com o sistema óptico. A pupila de 7 mm fica ligeiramente aquém do brilho de 100%, onde o brilho da superfície {\displaystyle B} pode ser medido a partir do produto da constante 2, pelo quadrado da pupila {\displaystyle p} resultando em: {\displaystyle B=2*p^{2}=2*7^{2}=98}. A limitação aqui é o diâmetro da pupila; é um resultado infeliz e se degrada com a idade. Alguma perda de luz observável é esperada e diminuir a ampliação não pode aumentar o brilho da superfície, uma vez que o sistema atingiu sua ampliação mínima utilizável, por isso o termo é referido como utilizável.

### Escala de Imagem
Ao usar um CCD para registrar observações, o CCD é colocado no plano focal. A escala da imagem (às vezes chamada de escala da placa) é como o tamanho angular do objeto sendo observado está relacionado ao tamanho físico da imagem projetada no plano focal
{\displaystyle i={\frac {\alpha }{s}},}
Onde {\displaystyle i} é a escala da imagem, {\displaystyle \alpha } é o tamanho angular do objeto observado, e {\displaystyle s} é o tamanho físico da imagem projetada. Em termos de distância focal, a escala da imagem é
{\displaystyle i={\frac {1}{f}},}
Onde {\displaystyle i} é medido em radianos por metro (rad/m), e {\displaystyle f} é medido em metros. Normalmente {\displaystyle i} é dado em unidades de segundos de arco por milímetro ("/mm). Portanto, se a distância focal é medida em milímetros, a escala da imagem é
{\displaystyle i\ (''/\mathrm {mm} )={\frac {1}{f\ (\mathrm {mm} )}}\left[{\frac {180\times 3600}{\pi }}\right].}
A derivação desta equação é bastante direta e o resultado é o mesmo para telescópios refletores ou refratários. No entanto, conceitualmente, é mais fácil derivar considerando um telescópio refletor. Se um objeto estendido com tamanho angular {\displaystyle \alpha } é observada através de um telescópio, então, devido às Leis da reflexão e da trigonometria, o tamanho da imagem projetada no plano focal será
{\displaystyle s=\tan(\alpha )f.}
Portanto, a escala da imagem (tamanho angular do objeto dividido pelo tamanho da imagem projetada) será
{\displaystyle i={\frac {\alpha }{s}}={\frac {\alpha }{\tan(\alpha )f}},}
e usando a relação de ângulo pequeno {\displaystyle \tan(a)\approx a}, quando {\displaystyle a\ll 1} (NB só é válido se {\displaystyle a} está em radianos), obtemos
{\displaystyle i={\frac {\alpha }{\alpha f}}={\frac {1}{f}}.}

## Imagens imperfeitas
Nenhum telescópio pode formar uma imagem perfeita. Mesmo se um telescópio refletor pudesse ter um espelho perfeito, ou um telescópio refrator pudesse ter uma lente perfeita, os efeitos da difração de abertura são inevitáveis. Na realidade, espelhos perfeitos e lentes perfeitas não existem, então as aberrações de imagem, além da difração de abertura, devem ser levadas em consideração. As aberrações de imagem podem ser divididas em duas classes principais, monocromática e policromática. Em 1857, Philipp Ludwig von Seidel (1821-1896) decompôs as aberrações monocromáticas de primeira ordem em cinco aberrações constituintes. Eles agora são comumente chamados de as cinco Aberrações de Seidel.

### As cinco aberrações de Seidel

#### Aberração esférica
A diferença no comprimento focal entre os raios paraxiais e os raios marginais, proporcional ao quadrado do diâmetro da objetiva.

#### Coma
Defeito pelo qual os pontos aparecem como manchas assimétricas de luz com caudas, o que torna a medição muito imprecisa. Sua magnitude é geralmente deduzida do teorema do seno óptico.

#### Astigmatismo
A imagem de um ponto forma linhas focais nos focos sagitais e tangentes e entre (na ausência de coma) uma forma elíptica.

#### Curvatura de campo
A curvatura do campo de Petzval significa que a imagem, em vez de estar em um plano, na verdade fica em uma superfície curva, descrita como oca ou redonda. Isso causa problemas quando um dispositivo de imagem plana é usado, por exemplo, uma placa fotográfica ou sensor de imagem CCD.

#### Distorção
Barril ou pincushion, uma distorção radial que deve ser corrigida ao combinar várias imagens (semelhante a juntar várias fotos em uma foto panorâmica ).
Os defeitos ópticos são sempre listados na ordem acima, pois isso expressa sua interdependência como aberrações de primeira ordem por meio de movimentos das pupilas de saída/entrada. A primeira aberração de Seidel, aberração esférica, é independente da posição da pupila de saída (como é a mesma para lápis axial e extra-axial). O segundo, coma, muda em função da distância da pupila e da aberração esférica, daí o conhecido resultado de que é impossível corrigir o coma em uma lente sem aberração esférica simplesmente movendo a pupila. Dependências semelhantes afetam as aberrações restantes na lista.

### Aberrações cromáticas
Aberração cromática longitudinal: Assim como a aberração esférica, é igual para lápis axial e oblíquo.
Aberração cromática transversal (aberração cromática de ampliação)

## Telescópios de pesquisa astronômica

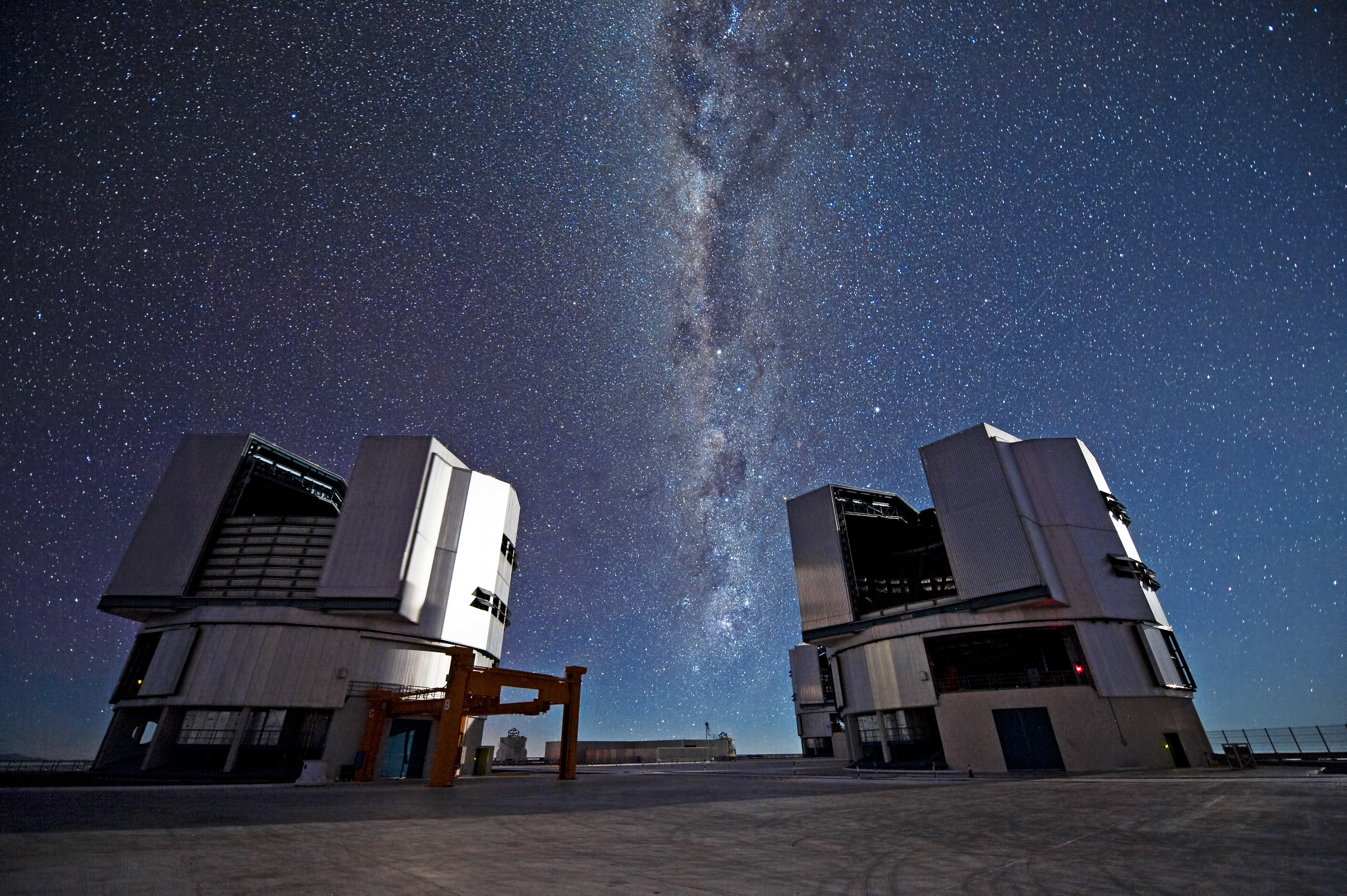
Dois dos quatro Unit Telescopes que compõem o ESO de VLT, em uma montanha remota, a 2600 metros de altitude, no deserto chileno do Atacama.

Os telescópios óticos têm sido usados em pesquisas astronômicas desde a época de sua invenção, no início do século XVII. Muitos tipos foram construídos ao longo dos anos, dependendo da tecnologia ótica, como refratar e refletir, a natureza da luz ou do objeto sendo visualizado e até mesmo onde eles são colocados, como telescópios espaciais. Alguns são classificados pela tarefa que realizam, como telescópios solares.

### Refletores grandes
Quase todos os grandes telescópios astronômicos de nível de pesquisa são refletores. Alguns motivos são:
- Em uma lente, todo o volume de material deve estar livre de imperfeições e não homogeneidades, enquanto em um espelho, apenas uma superfície deve ser perfeitamente polida.
- A luz de cores diferentes viaja por um meio diferente do vácuo em velocidades diferentes. Isso causa a aberração cromática.
- Os refletores funcionam em um espectro mais amplo de luz, uma vez que certos comprimentos de onda são absorvidos ao passar pelos elementos de vidro, como os encontrados em um refrator ou catadióptrico.
- Existem dificuldades técnicas envolvidas na fabricação e manipulação de lentes de grande diâmetro. Um deles é que todos os materiais reais cedem em gravidade. Uma lente só pode ser mantida por seu perímetro. Um espelho, por outro lado, pode ser sustentado por todo o lado oposto à sua face refletora.

Comparação de tamanhos nominais de espelhos primários de alguns telescópios ópticos notáveis

A maioria dos grandes refletores de pesquisa opera em planos focais diferentes, dependendo do tipo e tamanho do instrumento que está sendo usado. Isso inclui o foco principal do espelho principal, o foco cassegrain (a luz rebatida atrás do espelho principal) e até mesmo externo ao telescópio (como o Nasmyth e o foco coudé).
Uma nova era na fabricação de telescópios foi inaugurada pelo Multiple Mirror Telescope (MMT), com um espelho composto por seis segmentos sintetizando um espelho de 4,5 metros de diâmetro. Este agora foi substituído por um único espelho de 6,5 m. Seu exemplo foi seguido pelos telescópios Keck com espelhos segmentados de 10 m.
Os maiores telescópios terrestres atuais têm um espelho primário de 6 a 11 metros de diâmetro. Nesta geração de telescópios, o espelho geralmente é muito fino e é mantido em uma forma ideal por uma série de atuadores (veja óptica ativa). Essa tecnologia gerou novos projetos para futuros telescópios com diâmetros de 30, 50 e até 100 metros.

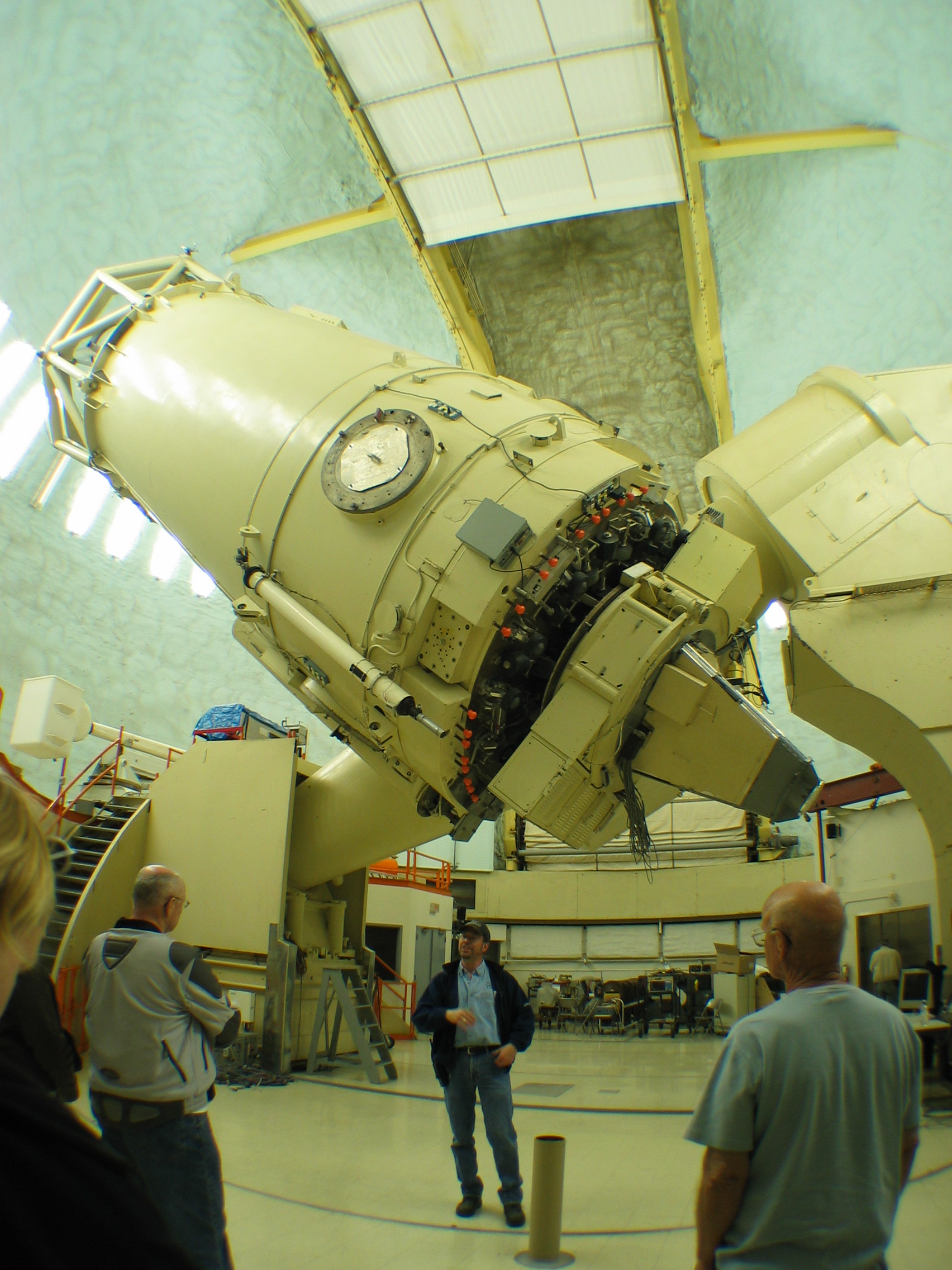
Harlan J. Smith Telescope telescópio refletor no Observatório McDonald, Texas

Telescópios de aproximadamente 2 metros produzidos em massa, relativamente baratos, foram desenvolvidos recentemente e tiveram um impacto significativo na pesquisa astronômica. Isso permite que muitos alvos astronômicos sejam monitorados continuamente e que grandes áreas do céu sejam pesquisadas. Muitos são telescópios robóticos, controlados por computador pela Internet (ver, por exemplo, o Telescópio Liverpool e o Telescópio Faulkes Norte e Sul ), permitindo o acompanhamento automatizado de eventos astronômicos.
Inicialmente, o detector usado em telescópios era o olho humano. Posteriormente, a placa fotográfica sensibilizada tomou seu lugar, e o espectrógrafo foi introduzido, permitindo a coleta de informações espectrais. Depois da placa fotográfica, gerações sucessivas de detectores eletrônicos, como o dispositivo acoplado por carga (CCDs), foram aperfeiçoados, cada um com mais sensibilidade e resolução, e muitas vezes com uma cobertura de comprimento de onda mais ampla.
Os telescópios de pesquisa atuais têm vários instrumentos para escolher, tais como:
- imageadores, de diferentes respostas espectrais
- espectrógrafos, úteis em diferentes regiões do espectro
- polarímetros, que detectam a polarização da luz.

O fenômeno da difração óptica estabelece um limite para a resolução e qualidade de imagem que um telescópio pode atingir, que é a área efetiva do disco de Airy, o que limita o quão perto dois desses discos podem ser colocados. Este limite absoluto é chamado de limite de difração (e pode ser aproximado pelo critério de Rayleigh, limite de Dawes ou limite de resolução de Sparrow). Este limite depende do comprimento de onda da luz estudada (de modo que o limite da luz vermelha vem muito antes do limite da luz azul) e do diâmetro do espelho do telescópio. Isso significa que um telescópio com um certo diâmetro de espelho pode teoricamente resolver até um certo limite em um determinado comprimento de onda. Para telescópios convencionais na Terra, o limite de difração não é relevante para telescópios maiores que cerca de 10 cm. Em vez disso, a visão, ou o borrão causado pela atmosfera, define o limite de resolução. Mas no espaço, ou se a óptica adaptativa for usada, às vezes é possível atingir o limite de difração. Neste ponto, se uma resolução maior for necessária naquele comprimento de onda, um espelho mais largo deve ser construído ou a síntese de abertura realizada usando um conjunto de telescópios próximos.
Nos últimos anos, várias tecnologias para superar as distorções causadas pela atmosfera em telescópios terrestres foram desenvolvidas, com bons resultados.